# Río Cimarrón
El río Cimarrón (del inglés: Cimarron River) es un largo río de los Estados Unidos, uno de los principales afluentes del río Arkansas. Tiene una longitud de 1.432 km y drena una cuenca de 46.565 km² (algo mayor que Estonia).
Administrativamente, discurre por los estados de Nuevo México, Oklahoma, Colorado y Kansas.

## Geografía

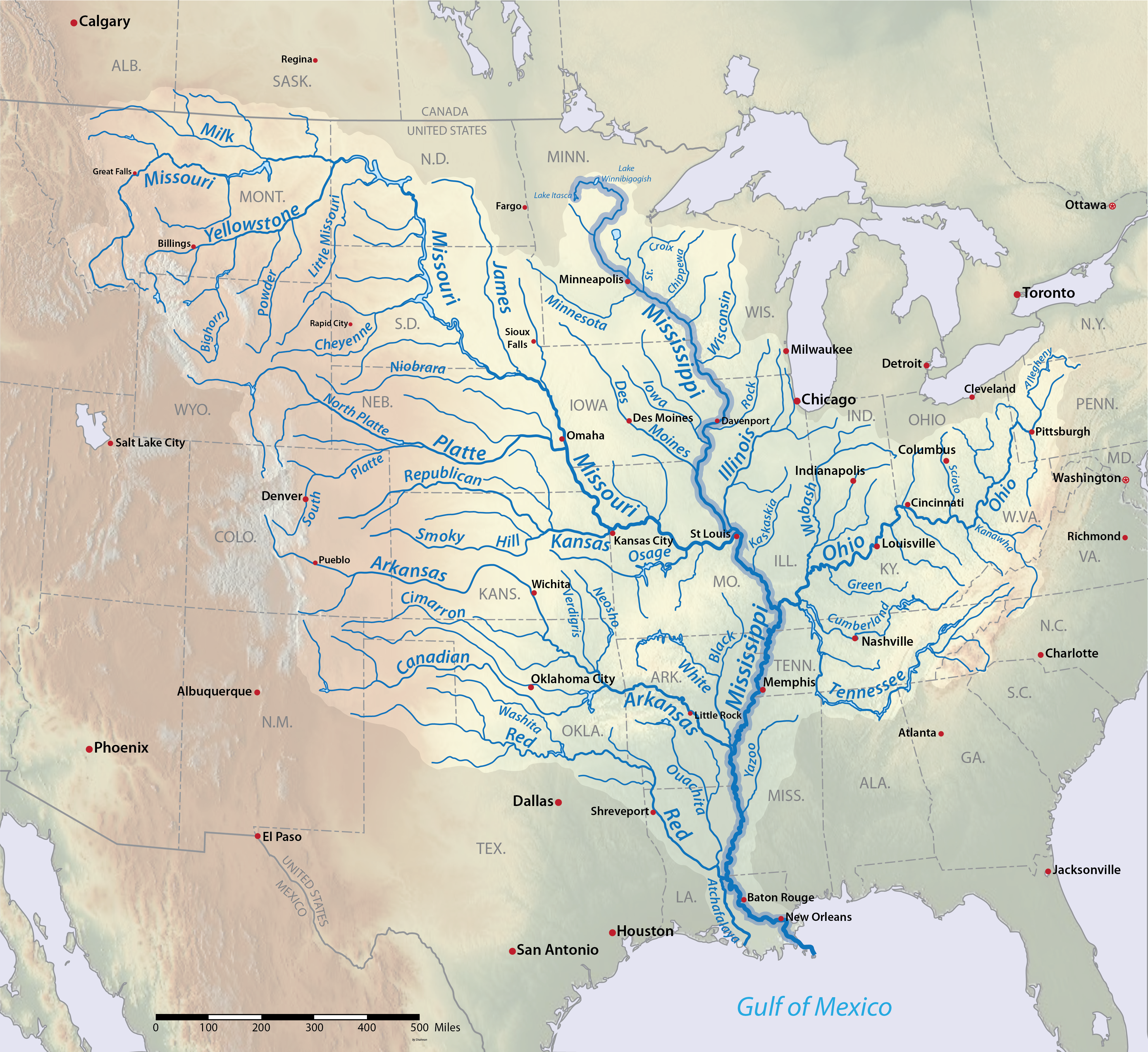
El río Cimarrón en la cuenca del Misisipi

El río Cimarrón nace en Mesa Johnson (2624 m), al oeste de Folsom (75 habs.), al noreste de Nuevo México. El río discurre principalmente en dirección este, entrando en Oklahoma por el mango o saliente, («Oklahoma Panhandle»), cerca de Kenton. Luego vira hacia el Noreste, cruzando la esquina sureste del estado de Colorado, para seguir luego en Kansas. Describe una amplia curva y se encamina en dirección Sureste, para entrar nuevamente en el Oklahoma Panhandle y regresar, durante un corto tramo, a Kansas. Sigue hacia el Este, regresando finalmente en Oklahoma, donde vira hacia el Sureste y tras un largo tramo describir una amplia curva, ligeramente hacia el Noreste, para unirse al río Arkansas en el embalse Keystone, por encima de Tulsa (387.807 hab. en 2006).

## Origen del nombre
El nombre del río proviene del antiguo nombre español, río de los Carneros Cimarrón. Los primeros exploradores americanos también lo llamaban la Bifurcación roja del Arkansas («Red Fork of the Arkansas») a causa del agua de color rojo. 
En Nuevo México el río es conocido como el río Cimarrón Seco («Dry Cimarron River»), para diferenciarlo de un río Cimarrón húmedo situado más al oeste. El río Cimarrón Seco no está completamente seco, pero a veces el agua desaparece completamente bajo la arena en el lecho del río. La vía histórica del Cimarrón Seco (Dry Cimarron Scenic Byway) sigue el río desde Folsom hasta la frontera con Oklahoma. En Oklahoma el río fluye a lo largo de la parte sur de Mesa Negra, el punto más alto de ese estado. En primer lugar cruza la frontera de Kansas, el río fluye a través de la pradera nacional Cimarrón («Cimarron National Grassland»).

## Notas históricas

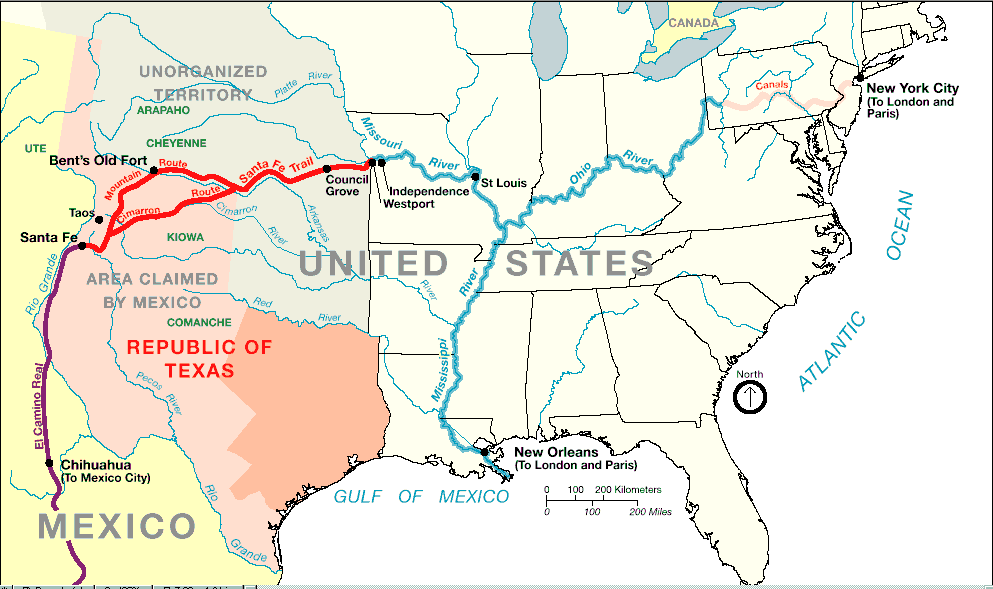
El Camino de Santa Fe, en rojo, con la variante de la Ruta Cimarrón) (1845).